# アーリオ・オーリオ・エ・ペペロンチーノ (VTuber)
アーリオ・オーリオ・エ・ペペロンチーノは、日本のバーチャルYouTuber（以下、VTuber）。所属事務所はソニー・ミュージックレーベルズ。愛称はぺぺち。肩書きは“元四天王”。

## キャラクター
“元四天王”という肩書きはソニーミュージック側が打ち出したものである。外見や思想を理由に母国で投獄されるも脱獄し、逃亡しながら自由の国「パスタ王国」を立ち上げたというストーリーで活動している。元の国と比べて配信時間や休みの日などが自由に決められるので最高、とインタビューで答えている。Webライター・編集者の浅田カズラは、企業所属VTuberが公式に、転生する前の活動元（前世）をほのめかすのは、おそらく史上初ではないか、としている。
髪がパスタでできており、活動目標は、お腹が空いている子どもたちを0にすることである。アンパンマンの慈悲を参考に、髪を食べさせること考えるとともに、子ども食堂のような活動も夢の一つにしている。

## 略歴

### 2023年
- 11月21日、初配信を行った。当日にはアドトラックを走らせ[8]、渋谷スクランブル交差点の街頭ビジョンをジャックした[9][3]。

### 2024年
- 3月31日、3Dお披露目ライブ「ぺぺち3Dお披露目ライブ！〜ぺぺロンチーノ試食会〜」を配信[10][11]。日取りを3月31日に決めた理由は、「寂しい思い出がある日を楽しい思い出の日に塗り替えたい」からと述べている[1]。

## ディスコグラフィ

### シングル
| タイトル                      | 配信日         | レーベル               | 出典          | 備考    |
| ----------------------------- | -------------- | ---------------------- | ------------- | ------- |
| ペペロン・ファンファーレ！    | 2023年12月13日 | Sony Music Labels Inc. | [ 12 ]        |         |
| パスタの歌 ～ペペロンチーノ～ | 2023年12月20日 | Sony Music Labels Inc. | [ 13 ]        |         |
| 炎上撲滅！魔法少女アイ子      | 2024年1月18日  | Sony Music Labels Inc. | [ 14 ]        | [ * 1 ] |
| UNION                         | 2024年2月14日  | Sony Music Labels Inc. | [ 15 ]        |         |
| まほろば                      | 2024年2月21日  | Sony Music Labels Inc. | [ 16 ]        |         |
| PPEDM                         | 2024年4月1日   | Sony Music Labels Inc. | [ 17 ]        |         |
| なっちゃった！                | 2024年7月3日   | Sony Music Labels Inc. | [ 18 ] [ 19 ] | [ * 2 ] |

## 出演

### テレビ番組

#### テレビアニメ
- 炎上撲滅！魔法少女アイ子（CBCテレビ、2024年1月10日 - 2024年3月27日） - アイ子 役[6]

### ネット番組
- Vのあそびば～ボドゲ倶楽部～（ニコニコ生放送 、2024年3月20日）[20]

### ラジオ番組
- みゅ～じっくろっく（InterFM、2024年4月1日）[21]

## タイアップ
- 2025年1月、TVアニメ『外れスキル《木の実マスター》 〜スキルの実（食べたら死ぬ）を無限に食べられるようになった件について〜』のOPテーマ「ブレイブリーダンス」を、ホロライブ所属の雪花ラミィとともに担当した[22][23]。